# El crack (película de 1960)
El crack es una película argentina de 1960, dirigida por José A. Martínez Suárez y protagonizada por Jorge Salcedo, Aída Luz y Marcos Zucker. En el elenco también aparecen personalidades del fútbol, como el jugador José Manuel Moreno y los periodistas José María Muñoz, y Pipo Mancera. Es el primer largometraje del director y fue estrenada el 16 de agosto de 1960, en el cine Normadie de Buenos Aires. Algunas producciones posteriores  de José Martínez Suárez fueron, entre otras, Los chantas (1975) y Los muchachos de antes no usaban arsénico (1976) y Noches sin lunas ni soles (1985).

## Sinopsis
La película está ambientada en los entretelones del negocio del fútbol profesional, y los mecanismos ocultos y cuestionables (sobornos, drogas, manipulaciones comerciales y publicitarias)  que llevan a la consagración de un crack. Osvaldo es un jugador de tercera que asciende a primera. Entonces el joven jugador comienza a ser objeto de intereses comerciales, muchas veces inmorales o delictivos, para ubicarlo como una estrella del fútbol. De ese modo, Osvaldo comienza a representar los intereses y expectativas de muchas personas (su novia, su madre, su padre, el representante, los periodistas, los dirigentes del club, los hinchas). El film tiene su desenlace trágico en un partido final, en el que si juega "bien en ese partido, va a valer millones y si no..."”. 

Los sueños tienen un lugar preponderante. Osvaldo sueña con jugar en primera; su novia sueña con "salir de la mugre", dejar a su padre borracho y huir con Osvaldo; la madre de Osvaldo (Aída Luz) que no hace más que ver por los ojos de su pequeño y sueña con verlo triunfando, feliz y cumpliendo su sueño; don Paco, que sueña con volver a la tierra que tuvo que dejar cuando niño. Todos son sueños, en mayor o menor medida, en torno al fútbol y todos, en uno u otro caso, se quiebran con el dolor del fracaso. La incomprensión y la mentira los vacía de contenido en el mismo momento en que empiezan a tomar forma.

## Producción
El partido que se muestra en la película, está filmado durante una confrontación verdadera entre Asociación Atlética Argentinos Juniors  y San Lorenzo de Almagro. El estadio cuyo campo de juego, tribuna popular y plateas aparece en varias escenas es el del Club Atlético Huracán, el Tomás Adolfo Ducó.

## Actores
Actuaron en el filme los siguientes intérpretes:
| Actor                        | Personaje |
| ---------------------------- | --------- |
| Jorge Salcedo                |           |
| Aída Luz                     |           |
| Marcos Zucker                |           |
| Domingo Sapelli              |           |
| Carlos Rivas                 |           |
| Enrique Kossi                |           |
| Fernando Iglesias (Tacholas) |           |
| Osvaldo Castro               |           |
| Claudia Laforgue             |           |
| José Manuel Moreno           |           |
| Víctor Martucci              |           |
| Mirko Álvarez                |           |
| Pedro Desio                  |           |
| José María Muñoz             |           |
| Pacheco Fernández            |           |
| Armando Lopardo              |           |
| Pablo Cumo                   |           |
| André Norevó                 |           |
| Orlando Bohr                 |           |
| Francisco Martino            |           |
| Paride Grandi                |           |
| Antonio Pérez Tersol         |           |
| Juan R. Lizzio               |           |
| Antonio Salcedo              |           |
| Cassandra Greys              |           |
| Nicolás "Pipo" Mancera       |           |
| Omar Antonio Calvo           |           |